# Девушка и море (фильм, 2024)
«Девушка и море» (англ. Young Woman and the Sea) — биографическая спортивная драма режиссёра Йоахима Рённинга по сценарию Джеффа Натансона. Главную роль, олимпийской чемпионки Гертруды Эдерле, исполнила Дэйзи Ридли. Премьера фильма состоялась 16 мая 2024 года. Затем он был выпущен в ограниченный прокат в США 31 мая 2024 года, а 19 июля 2024 года состоялась его премьера на сервисе Disney+.

## Сюжет
В основе сюжета фильма биография Гертруды Эдерле, американской чемпионки по плаванию, которая впервые завоевала золотую медаль на Летних олимпийских играх 1924 года. В 1926 году Эдерле стала первой женщиной, переплывшей Ла-Манш.

## В ролях
- Дэйзи Ридли — Гертруда Эдерле[3]
- Кристофер Экклстон — Джабез Вольфф, тренер Гертруды во Франции
- Стивен Грэм — Томас Уильям Бёрджесс
- Тильда Кобэм-Херви — Маргарет Эдерле, сестра Гертруды[4]
- Ким Бодниа — Герни Эдерле, отец Гертруды
- Гленн Флешлер — Джеймс Салливан
- Алекс Хэсселл — Гарри Хорлик

## Производство
2 ноября 2015 года стало известно, что Джерри Брукхаймер приобрел права на книгу Гленна Стаута «Young Woman and the Sea: How Trudy Ederle Conquered the English Channel and Inspired the World» для компании Paramount Pictures, пригласив Джеффа Натансона для написания сценария к фильму, а Лили Джеймс должна была исполнить роль Гертруды Эдерле. В декабре 2020 года стало известно, что фильм находится в разработке у Disney, и компания рассматривает возможность выпуска фильма на сервисе Disney+. Производством будут руководить Джерри Брукхаймер и Чад Оман из компании Disney.
Первоначально на главную роль Гертруды Эдерле была приглашена Лили Джеймс, пока фильм не попал в производственный ад. После объявления о начале работы над фильмом в декабре 2020 года на главную роль была приглашена Дэйзи Ридли. В марте 2022 года Тильда Кобэм-Херви присоединилась к актёрскому составу фильма, получив роль Маргарет Эдерле, и Стивен Грэм в неизвестной роли. В мае 2022 года Кристофер Экклстон присоединился к актёрскому составу в неизвестной роли.
Основные съёмки начались в начале мая 2022 года и завершились 18 июня 2022 года.
Премьера состоялась 19 июля 2024 года на Disney+..